# ویران (فیلم)
ویران (به هندی: Veeran) فیلم ابرقهرمانی هندی تامیل-زبان، محصول سال ۲۰۲۳ است که کارگردان و نویسنده آن ای‌آرکی ساراوان بود و توسط شرکت ساتیا جیوتی فیلمز ساخته شد. بازیگران اصلی فیلم هیپهاپ تامیلا آدهی (Hiphop Tamizha Aadhi)، وینای رای و اتیرا راج به همراه مونیشکانت، کالی ونکات، آر. بدری و ساسی سلواراج در نقش‌های مکمل هستند.
فیلم در روز ۲ ژوئن ۲۰۲۳ اکران گردید و به‌طور کلی نظرات مثبت منتقدان و تماشاگران را دریافت کرد و به خاطر عملکرد بازیگران، سکانس‌های اکشن، جلوه‌های بصری، موسیقی پس‌زمینه و حاشیه صوتی مورد تمجید قرار گرفت. فیلم ویران در گیشه فروش عملکرد خوبی داشت و به عنوان فیلمی موفق قلمداد گردید.